# Tahj Mowry
Tahj Dayton Mowry (ur. 17 maja 1986 w Honolulu) – amerykański aktor, tancerz i piosenkarz. Młodszy brat bliźniaczek Tii i Tamery Mowry. Stał się znany jako cudowne dziecko T.J. Henderson w sitcomie The WB Inny w klasie, który zyskał później uznanie na Disney Channel. Był trzykrotnie nominowany do NAACP Image Awards, Teen Choice Awards i Young Artist Award.

## Filmografia

### Filmy
- 2000: Siedemnaście mieć lat ... (Seventeen Again) jako Willie Donovan
- 2001: Hounded jako Jay Martin
- 2001: The Poof Point jako Eddie Ballard
- 2003: Kim Kolwiek: Było, jest i będzie (Kim Possible: A Sitch in Time) jako Wade Load (głos)
- 2005: Kim Kolwiek: Szatański plan (Kim Possible: So the Drama) jako Wade Load (głos)
- 2007: Jak długo jeszcze? (Are We Done Yet?) jako Danny Pulu (głos)

### Seriale TV
- 1990: Who’s the Boss? jako Greg
- 1991–1995: Pełna chata (Full House) jako Teddy
- 1994: Sonic the Hedgehog jako młody Sonic (głos)
- 1994–1995: Aladyn jako król Mamoud Tanti (głos)
- 1995–1998: Jak dwie krople czekolady (Sister, Sister) jako kuzyn Tahj Sammy T.J
- 1996: Star Trek: Voyager jako Corin
- 1996: Przyjaciele (Friends) jako dzieciak
- 1997–1999: Inny w klasie jako T.J. Henderson
- 2002–2007: Kim Kolwiek jako Wade Load (głos)
- 2006: Nie ma to jak hotel jako Brandon
- 2007: Gotowe na wszystko jako Matt
- 2012–2017: Dzidzitata jako Tucker Dobbs